# Stenelmis nigromaculata
Stenelmis nigromaculata is een keversoort uit de familie beekkevers (Elmidae). De wetenschappelijke naam van de soort werd in 1964 gepubliceerd door Lisle & Chûjô.